# Every Day Is Exactly the Same
Every Day Is Exactly the Same (conocido también como Halo 21) es el tercer sencillo de la banda de rock industrial estadounidense Nine Inch Nails extraído del álbum With Teeth. Es el vigésimo primer lanzamiento oficial de la banda. El sencillo comercial se lanzó el 4 de abril de 2006 como un EP. También se despachó como disco de acompañamiento con With Teeth, a pesar de que Trent Reznor no estaba de acuerdo. 
El sencillo radiado llegó al puesto número uno de la lista Billboard Modern Rock en la categoría Modern Rock Tracks y al puesto número doce en la categoría  Mainstream Rock Tracks. La canción llegó al puesto número uno de la lista canadiense de sencillos, y recibió una nominación a un Premio Grammy en la categoría de Mejor actuación de hard rock. Aunque un video musical planeado fue desechado en la etapa de posproducción, Every Day Is Exactly the Same llegó al puesto número uno de la lista Hot Dance Singles Sales, manteniéndose 94 semanas en la lista.
La canción fue utilizada para la película de 2008 Wanted, dirigida por Timur Bekmambetov.

## Lista de canciones
Todas las canciones compuestas por Trent Reznor.

### CD EP Estados Unidos
1. «Every Day Is Exactly the Same» – 4:57
2. «The Hand That Feeds» (DFA Mix) – 9:03
3. «The Hand That Feeds» (Photek Straight Mix) – 7:47
4. «Only» (El-P Mix) – 4:22
5. «Only» (Richard X Mix) – 7:25
6. «Every Day Is Exactly the Same» (Sam Fog vs. Carlos D Mix) – 5:03

### CD Japón
1. «Every Day Is Exactly the Same» – 4:57
2. «The Hand That Feeds» (DFA Mix) – 9:03
3. «The Hand That Feeds» (Photek Straight Mix) – 7:47
4. «Only» (El-P Mix) – 4:22
5. «Only» (Richard X Mix) – 7:25
6. «Every Day Is Exactly the Same» (Sam Fog vs. Carlos D Mix) – 5:03
7. «The Hand That Feeds» (Photek Dub Mix) – 7:52
8. «Love Is Not Enough» (Live at Rehearsals) – 3:51

## Posición en listas
| Lista                        | Posición |
| ---------------------------- | -------- |
| Billboard Hot 100            | 56       |
| Modern Rock Tracks           | 1        |
| Mainstream Rock Tracks       | 12       |
| Pop 100                      | 48       |
| Hot Singles Sales            | 1        |
| Hot Dance Singles Sales      | 1        |
| Lista de sencillos de Canadá | 1        |